# جایزه فیلم آسیایی برای بهترین فیلم
جایزه فیلم آسیایی برای بهترین فیلم (انگلیسی: Asian Film Award for Best Film)، از سال ۲۰۰۷ هر ساله توسط انجمن جشنواره بین‌المللی فیلم هنگ‌کنگ اعطا می‌شود.

### دهه ۲۰۰۰
| سال                    | عنوان انگلیسی                    | عنوان اصلی                  | کارگردان (های)  | کشور             |
| ---------------------- | -------------------------------- | --------------------------- | --------------- | ---------------- |
| فیلم در ۲۰۰۷ (اولین)   | میزبان (فیلم ۲۰۰۶)'              | 괴물                        | بونگ جون-هو     | کرهٔ جنوبی        |
| فیلم در ۲۰۰۷ (اولین)   | نفرین گل طلایی                   | 满城尽带黄金甲              | ژانگ ییمو       | چین · هنگ کنگ    |
| فیلم در ۲۰۰۷ (اولین)   | تبعید                            | 放·逐                       | جانی تو         | هنگ کنگ          |
| فیلم در ۲۰۰۷ (اولین)   | عشق و افتخار                     | 武士の一分                  | یوجی یامادا     | ژاپن             |
| فیلم در ۲۰۰۷ (اولین)   | Requiem from Java                | اپرا جاوا                   | گارین نوگروهو   | اندونزی          |
| فیلم در ۲۰۰۷ (اولین)   | طبیعت بی‌جان (فیلم ۲۰۰۶)          | 三峡好人                    | جیا ژانکو       | چین              |
| فیلم در ۲۰۰۸' (دومین)  | آفتاب پنهان                      | 밀양                        | لی چانگ-دونگ    | کرهٔ جنوبی        |
| فیلم در ۲۰۰۸' (دومین)  | بودا از شرم فروریخت              | بودا از شرم فرو ریخت        | حنا مخملباف     | ایران            |
| فیلم در ۲۰۰۸' (دومین)  | من این کار را نکردم              | それでもボクはやってない    | ماسایوکی سوئو   | ژاپن             |
| فیلم در ۲۰۰۸' (دومین)  | شهوت، احتیاط                     | 色，戒                      | انگ لی          | جمهوری چین · چین |
| فیلم در ۲۰۰۸' (دومین)  | خورشید ادامه می‌درخشد (فیلم ۲۰۰۷) | 太阳照常升起                | جیانگ ون        | چین · هنگ کنگ    |
| فیلم در ۲۰۰۸' (دومین)  | اربابان جنگ                      | 投名状                      | پیتر چان        | چین · هنگ کنگ    |
| فیلم در ۲۰۰۹' (سومین)  | "' سوناتای توکیو''               | トウキョウソナタ            | کیوشی کوروساوا  | ژاپن'            |
| فیلم در ۲۰۰۹' (سومین)  | مفتون عبدی                       | 梅兰芳                      | چن کاگه         | چین              |
| فیلم در ۲۰۰۹' (سومین)  | خوب، بد، عجیب                    | 좋은 놈، 나쁜 놈، 이상한 놈 | کیم جیوون       | کرهٔ جنوبی        |
| فیلم در ۲۰۰۹' (سومین)  | پونیو روی صخره کنار دریا         | 崖の上のポニョ              | هایو میازاکی    | ژاپن             |
| فیلم در ۲۰۰۹' (سومین)  | نیروهای رنگین کمان               | لاسکار پلنگی                | ریری رضا        | اندونزی          |
| فیلم در ۲۰۰۹' (سومین)  | صخره سرخ (فیلم)                  | 赤壁                        | جان وو          | چین              |
| فیلم در ۲۰۱۰ (چهارمین) | مادر (فیلم ۲۰۰۹)'                | 마더                        | بونگ جون-هو     | کرهٔ جنوبی        |
| فیلم در ۲۰۱۰ (چهارمین) | محافظان و آدمکش‌ها                | 十月圍城                    | تدی چان         | هنگ کنگ          |
| فیلم در ۲۰۱۰ (چهارمین) | بی تو نمی‌توانم زندگی کنم         | 不能没有你                  | لئون دای        | جمهوری چین       |
| فیلم در ۲۰۱۰ (چهارمین) | شهر زندگی و مرگ                  | 南京! 南京!                 | لو چوان         | چین              |
| فیلم در ۲۰۱۰ (چهارمین) | مادربزرگ                         | لولا                        | بریانته مندوزا  | فیلیپین          |
| فیلم در ۲۰۱۰ (چهارمین) | رجه (فیلم ۲۰۰۹)                  | パレード                    | ایسائو یوکیسادا | ژاپن             |

### 2000s
| سال                    | عنوان انگلیسی                    | عنوان اصلی                  | کارگردان (های)  | کشور             |
| ---------------------- | -------------------------------- | --------------------------- | --------------- | ---------------- |
| فیلم در ۲۰۰۷ (اولین)   | میزبان (فیلم ۲۰۰۶)'              | 괴물                        | بونگ جون-هو     | کرهٔ جنوبی        |
| فیلم در ۲۰۰۷ (اولین)   | نفرین گل طلایی                   | 满城尽带黄金甲              | ژانگ ییمو       | چین · هنگ کنگ    |
| فیلم در ۲۰۰۷ (اولین)   | تبعید                            | 放·逐                       | جانی تو         | هنگ کنگ          |
| فیلم در ۲۰۰۷ (اولین)   | عشق و افتخار                     | 武士の一分                  | یوجی یامادا     | ژاپن             |
| فیلم در ۲۰۰۷ (اولین)   | Requiem from Java                | اپرا جاوا                   | گارین نوگروهو   | اندونزی          |
| فیلم در ۲۰۰۷ (اولین)   | طبیعت بی‌جان (فیلم ۲۰۰۶)          | 三峡好人                    | جیا ژانکو       | چین              |
| فیلم در ۲۰۰۸' (دومین)  | آفتاب پنهان                      | 밀양                        | لی چانگ-دونگ    | کرهٔ جنوبی        |
| فیلم در ۲۰۰۸' (دومین)  | بودا از شرم فروریخت              | بودا از شرم فرو ریخت        | حنا مخملباف     | ایران            |
| فیلم در ۲۰۰۸' (دومین)  | من این کار را نکردم              | それでもボクはやってない    | ماسایوکی سوئو   | ژاپن             |
| فیلم در ۲۰۰۸' (دومین)  | شهوت، احتیاط                     | 色，戒                      | انگ لی          | جمهوری چین · چین |
| فیلم در ۲۰۰۸' (دومین)  | خورشید ادامه می‌درخشد (فیلم ۲۰۰۷) | 太阳照常升起                | جیانگ ون        | چین · هنگ کنگ    |
| فیلم در ۲۰۰۸' (دومین)  | اربابان جنگ                      | 投名状                      | پیتر چان        | چین · هنگ کنگ    |
| فیلم در ۲۰۰۹' (سومین)  | "' سوناتای توکیو''               | トウキョウソナタ            | کیوشی کوروساوا  | ژاپن'            |
| فیلم در ۲۰۰۹' (سومین)  | مفتون عبدی                       | 梅兰芳                      | چن کاگه         | چین              |
| فیلم در ۲۰۰۹' (سومین)  | خوب، بد، عجیب                    | 좋은 놈، 나쁜 놈، 이상한 놈 | کیم جیوون       | کرهٔ جنوبی        |
| فیلم در ۲۰۰۹' (سومین)  | پونیو روی صخره کنار دریا         | 崖の上のポニョ              | هایو میازاکی    | ژاپن             |
| فیلم در ۲۰۰۹' (سومین)  | نیروهای رنگین کمان               | لاسکار پلنگی                | ریری رضا        | اندونزی          |
| فیلم در ۲۰۰۹' (سومین)  | صخره سرخ (فیلم)                  | 赤壁                        | جان وو          | چین              |
| فیلم در ۲۰۱۰ (چهارمین) | مادر (فیلم ۲۰۰۹)'                | 마더                        | بونگ جون-هو     | کرهٔ جنوبی        |
| فیلم در ۲۰۱۰ (چهارمین) | محافظان و آدمکش‌ها                | 十月圍城                    | تدی چان         | هنگ کنگ          |
| فیلم در ۲۰۱۰ (چهارمین) | بی تو نمی‌توانم زندگی کنم         | 不能没有你                  | لئون دای        | جمهوری چین       |
| فیلم در ۲۰۱۰ (چهارمین) | شهر زندگی و مرگ                  | 南京! 南京!                 | لو چوان         | چین              |
| فیلم در ۲۰۱۰ (چهارمین) | مادربزرگ                         | لولا                        | بریانته مندوزا  | فیلیپین          |
| فیلم در ۲۰۱۰ (چهارمین) | رجه (فیلم ۲۰۰۹)                  | パレード                    | ایسائو یوکیسادا | ژاپن             |

### سال ۲۰۲۰
| سال                       | عنوان انگلیسی           | عنوان اصلی        | کارگردان (های)  | کشور       |
| ------------------------- | ----------------------- | ----------------- | --------------- | ---------- |
| فیلم در ۲۰۲۰ (چهاردهمین)  | انگل (فیلم ۲۰۱۹)'       | 기생충'           | بونگ جون-هو     | کرهٔ جنوبی  |
| فیلم در ۲۰۲۰ (چهاردهمین)  | "به کیهان گوش کن"       | 蜜蜂と遠雷        | Kei Ishikawa    | ژاپن       |
| فیلم در ۲۰۲۰ (چهاردهمین)  | خیلی طولانی، پسرم       | 地久天长          | وانگ زیائوشوای  | چین        |
| فیلم در ۲۰۲۰ (چهاردهمین)  | یک خورشید               | 陽光普照          | چانگ مونگ هانگ  | جمهوری چین |
| فیلم در ۲۰۲۰ (چهاردهمین)  | سیلی (فیلم ۲۰۲۰)        |                   | آنوبهاو سینها   | هند        |
| فیلم در ۲۰۲۰ (چهاردهمین)  | شیطان وجود ندارد        | شیطان وجود ندارد  | محمد رسول‌اف     | ایران      |
| فیلم در ۲۰۲۱' (پانزدهمین) | همسر یک جاسوس'          | 'スパイの妻       | کیوشی کوروساوا  | ژاپن'      |
| فیلم در ۲۰۲۱' (پانزدهمین) | چرخ بخت و فانتزی        | 偶然と想像        | ریوسکه هاماگوچی | ژاپن       |
| فیلم در ۲۰۲۱' (پانزدهمین) | شاگرد (فیلم ۲۰۲۰)       | شاگرد (فیلم ۲۰۲۰) | چایتانیا تامانه | هند        |
| فیلم در ۲۰۲۱' (پانزدهمین) | کتاب ماهی               | 자산어보          | لی جون یک       | کرهٔ جنوبی  |
| فیلم در ۲۰۲۱' (پانزدهمین) | یک لحظه (فیلم)          | 秒钟              | ژانگ ییمو       | چین        |
| فیلم در ۲۰۲۲ (شانزدهمین)  |                         |                   |                 |            |
| ماشینم را بران'           | 'ドライブ・マイ・カー   | ریوسوکی هاماگوچی  | ژاپن            |            |
| تصمیم جدایی               | 헤어질 결심             | پارک چان-ووک      | کرهٔ جنوبی       |            |
| پونیین سلوان: قسمت اول    | பொன்னியின் செல்வன்              | مانی راتنام       | هند             |            |
| وقتی موج‌ها رفتند          | کاپگ والا نانگ مگا آلون | لاو دیاز          | فیلیپین         |            |
| شاعر                      | آکین                    | دارژان اومیربایف  | قزاقستان        |            |